# Chiesa della Santissima Annunziata dei Catalani
La chiesa della Santissima Annunziata dei Catalani o chiesa di Santa Maria Annunciata di Castello a Mare, popolarmente detta solo chiesa dei Catalani si trova a Messina, precisamente situata fra via Cesare Battisti e via Garibaldi.

## Storia

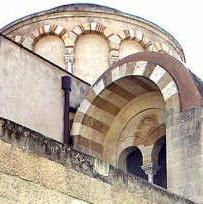
Cupola.

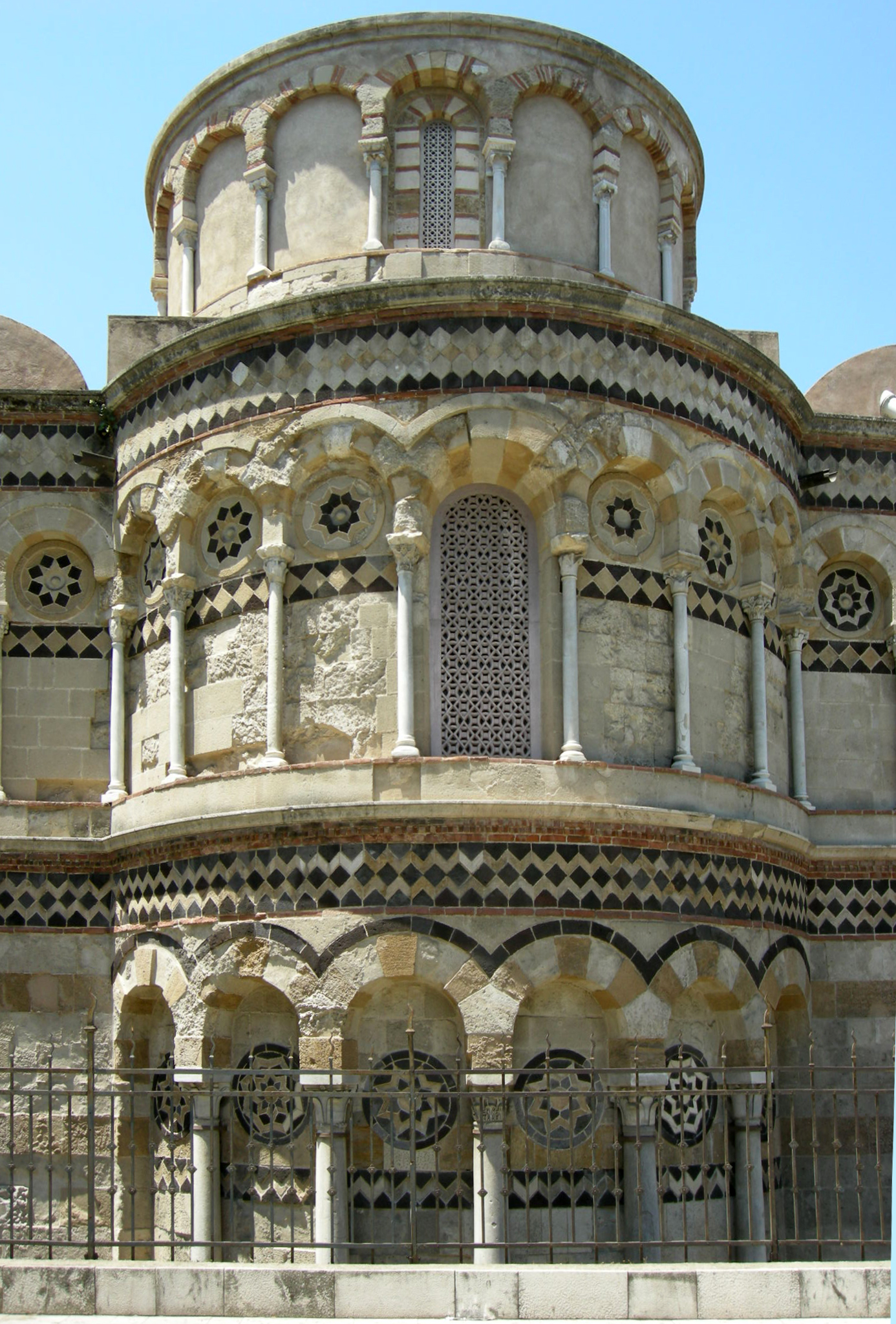
Abside.

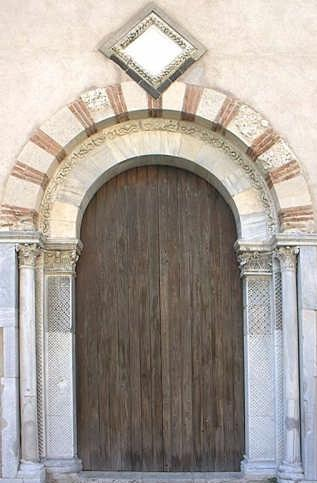
Portale.

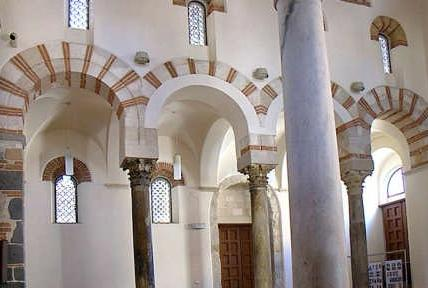
Navata laterale.

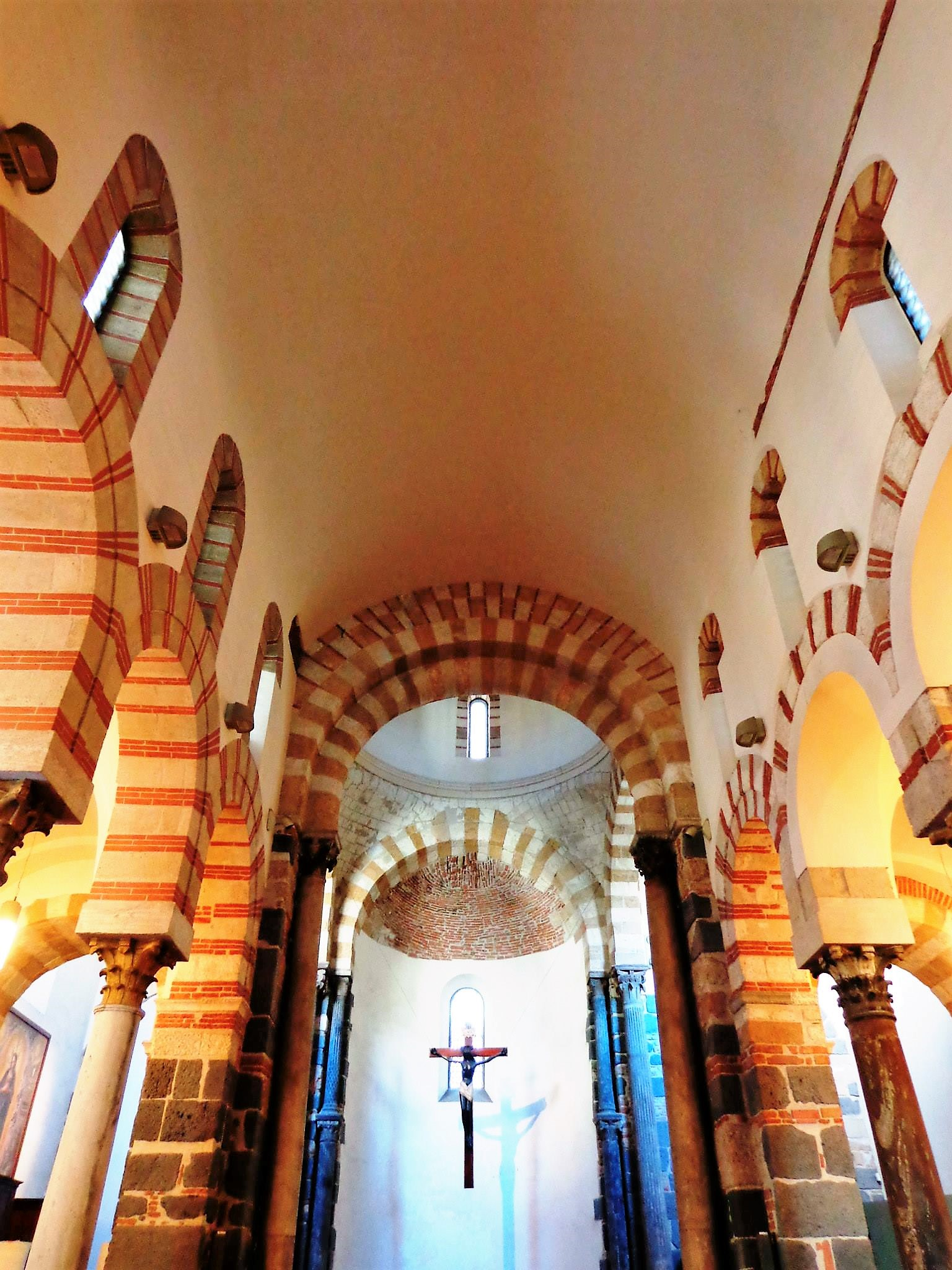
Navata.

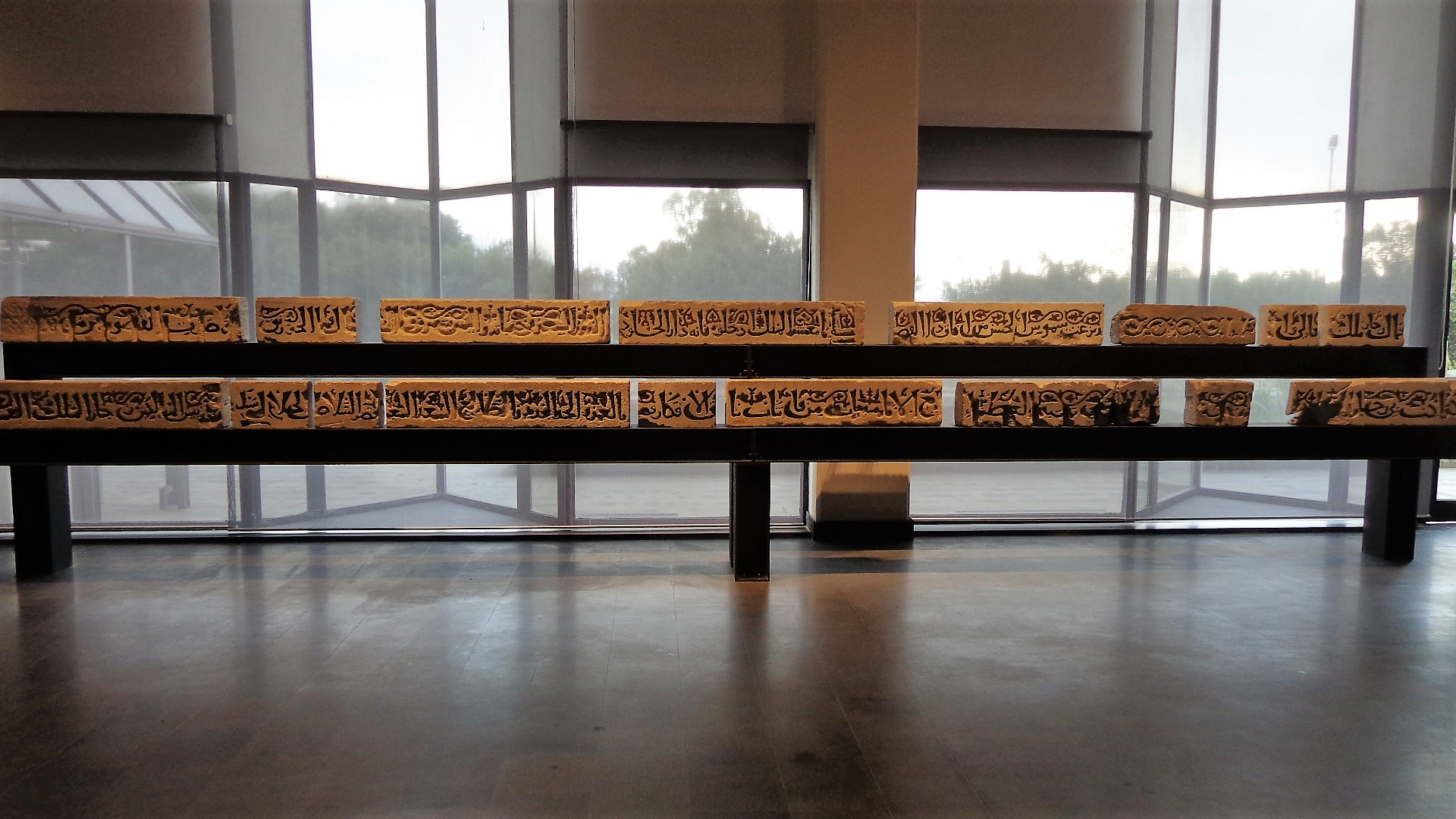
Iscrizioni arabe, Museo regionale di Messina.

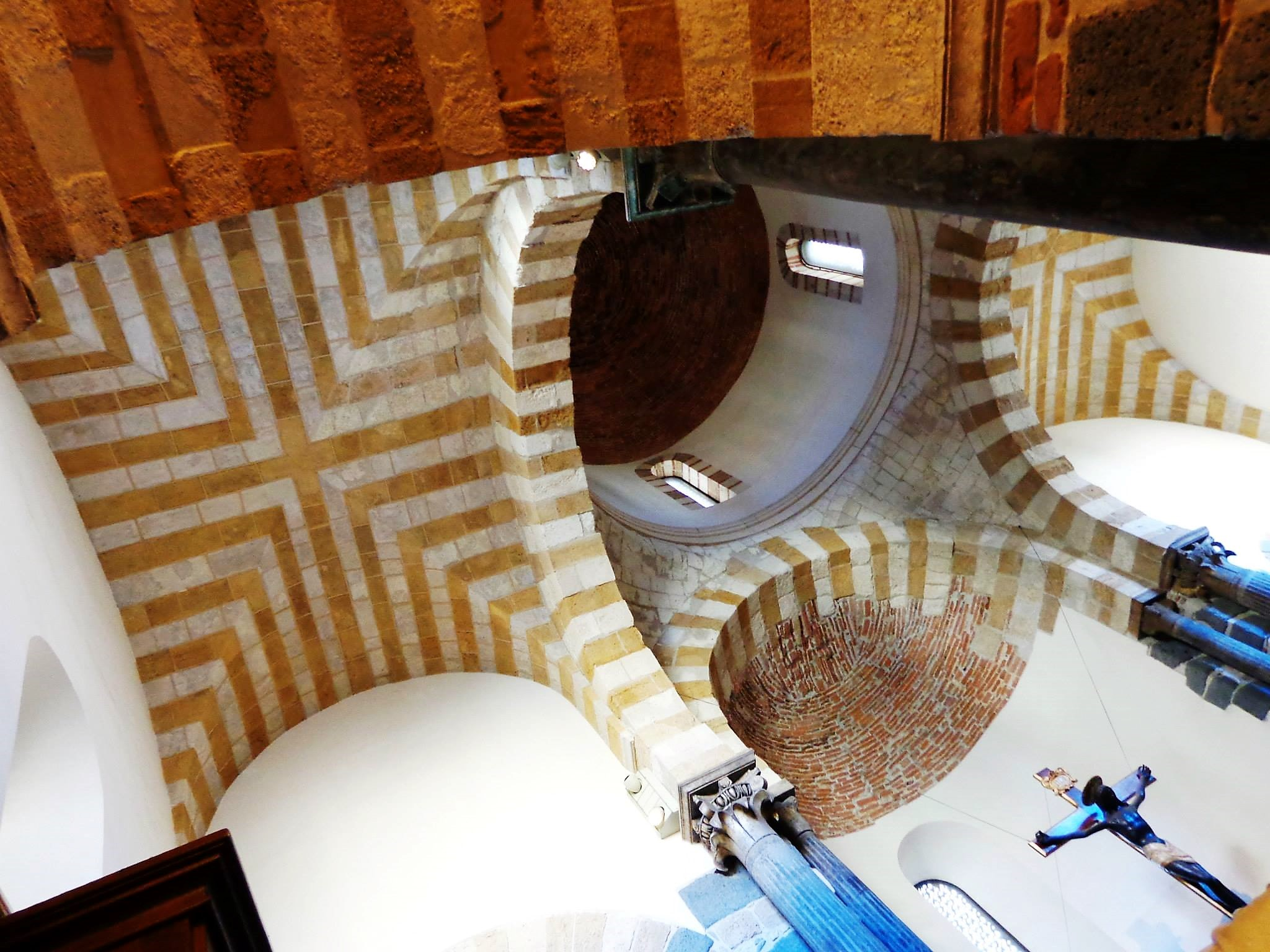
Interno.

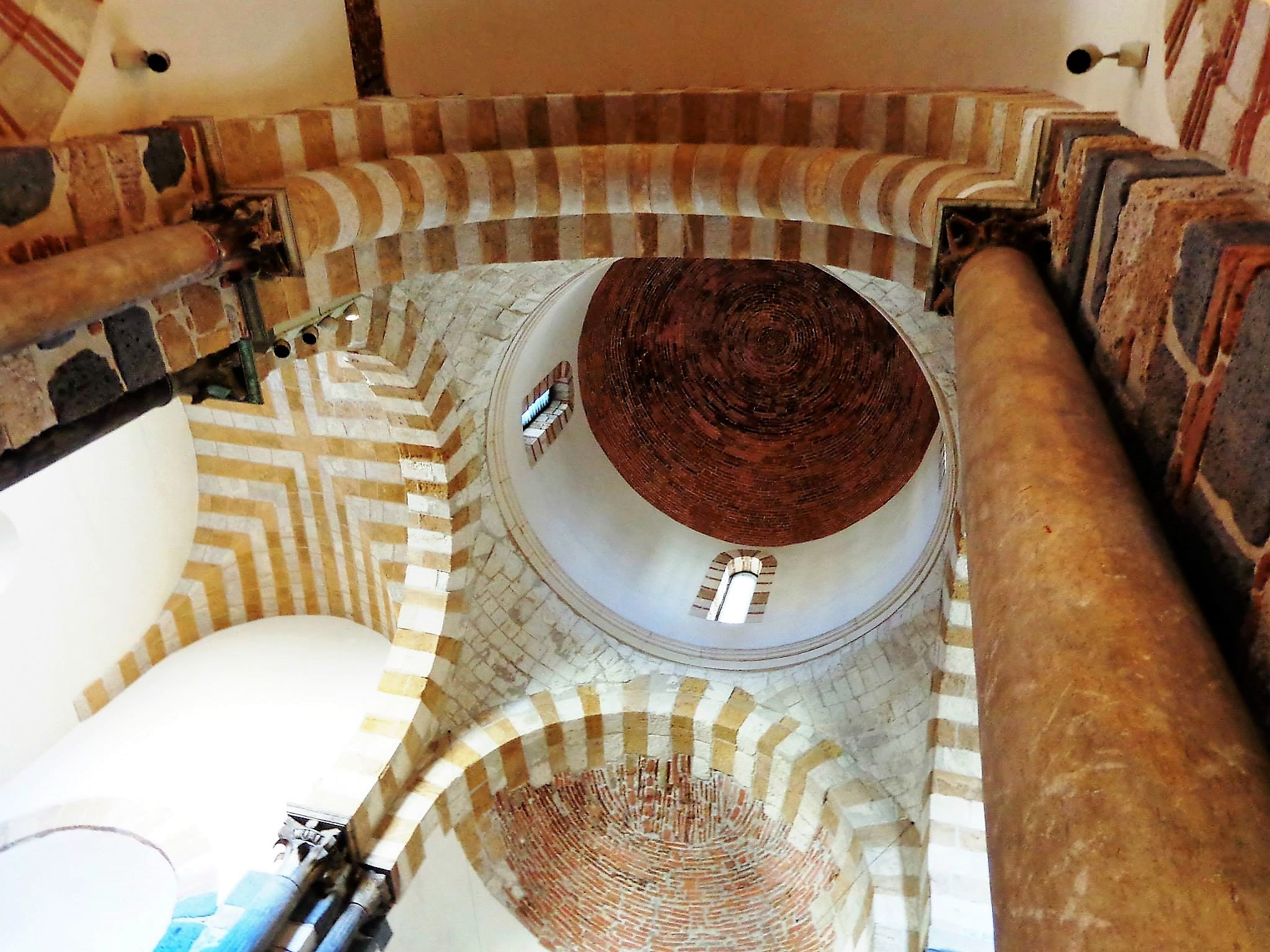
Interno.

### Epoca bizantina
Costruzione d'epoca bizantina verosimilmente effettuata sui resti di un preesistente tempio pagano greco-siceliota dedicato a Poseidone.

### Epoca islamica
"Messala figlio di Charam Re degli Alamidi, introdotto nella gloria magna da Mathur e da Messala".
La traduzione dell'iscrizione siculo-araba incisa sugli stipiti del portale del primitivo prospetto rimodulato dopo il 1908, versione effettuata dal gesuita Athanasius Kircher, rafforza la tesi della trasformazione del tempio in moschea ai tempi dell'Emirato di Sicilia.

### Epoca tra XII e XIII secolo
Rimodulata sotto il regno di Guglielmo II di Sicilia secondo i canoni nordici, in quegli anni risulta inserita dentro le mura del Castello a Mare adiacente all'Arsenale Militare. Moderni piani urbanistici imposero la progressiva demolizione della fortificazione, l'apertura di nuove piazze, il tracciato di strade, la costruzione di unità abitative, il definitivo allontanamento dell'Arsenale Militare e dei cantieri per la fabbrica delle navi.

### XIII secolo
I frati dell'Ordine domenicano nel 1271 stabiliscono presso la struttura la loro sede iniziale dopo l'arrivo nel Regno di Sicilia.

### Epoca tra il XIII e il XV secolo
Tra il 1741 e il 1743 l'incaricato regio monsignor Giovanni Angelo de Ciocchis compie, per conto del Sovrano di Sicilia Carlo III, una ricognizione generale di edifici e beni religiosi soggetti a patronato regio nell'intero territorio siciliano e contemplati nella raccolta di atti e documenti denominati "Acta e Monumenta". Circa la chiesa dei Catalani di Messina scrive:
"Questo tempio è dei più antichi e vetusti della Città di Messina. Sotto la Dinastia Aragonese servì da Cappella Reale ai re di Sicilia. Un tempo possedeva pingui rendite, i Sovrani conferivano questa Cappella ai soggetti riguardevoli per dottrina e per servigi loro resi."
Sotto il regno di Pietro I di Sicilia (verosimilmente durante il regno del nipote Pietro II di Sicilia, figlio di Federico III di Sicilia) molti dignitari chiesero e ottennero da Sua Maestà il sacro tempio, ove convenivano e si adunavano per i loro esercizi spirituali. Si formò quindi una specie di Confraternita d'iberici della Corona d'Aragona, i quali nominavano ogni anno nelle debite forme, il console ed altri ufficiali della chiesa. I diritti riscossi dai bastimenti battenti bandiera aragonese che approdavano nel porto peloritano, erano destinati per la maggior parte al mantenimento e al decoro della suddetta chiesa, come si evince dalle documentazioni redatte da consoli e ufficiali in vari tempi.
In una missiva inviata dal Re di Sicilia Ludovico I all'arcivescovo Raimando de Pezzolis il 4 luglio 1347, il sovrano rammenta che l'edificio gode del titolo di Cappella Reale e, in virtù delle bolle pontificie emanate, è esente dalla giurisdizione ordinaria dei beni.
La lunga teoria di rettori di nomina regia destina le rendite dei privilegi ad essa assegnati parte al mantenimento della stessa struttura: la gran parte è conferita alla gestione dell'Ospedale dei Trovatelli. Il 26 marzo 1507 il re Ferdinando II di Sicilia concede la chiesa con tutte le sue rendite assieme all'Ospedale dei Trovatelli al Senato di Messina. L'amministrazione dei beni è conferita alla Confraternita della Candelora altrimenti detta dei «Verdi».

### Epoca Rinascimentale
Verso la fine del XV secolo, con l'unificazione del Regno di Sicilia sotto l'unica Corona di Spagna, vennero ammessi anche gli iberici non appartenenti alla ex Corona d'Aragona. Divenne così sede della Confraternita dei mercanti catalani, dalla quale prese il nome attuale, soluzione motivata dalla carenza di risorse economiche per assicurare al tempio il consueto lustro, decoro e splendore.
I mercanti, nobili e cavalieri ispanici si riunirono in confraternita e commissionarono diverse opere d'arte che arricchirono l'antico tempio medievale. 
L'aggregazione determinò la costruzione di un altare sotto l'invocazione e il titolo di Nostra Signora della Soledad, elemento che l'accomuna, nel determinato contesto storico, alla Cappella della Madonna della Soledad della chiesa di San Demetrio di Palermo. Allo stesso periodo risale la costruzione di una cripta destinata alla sepoltura dei confrati.
Dopo il terzo decennio del XVI secolo i Padri dell'Ordine dei Chierici regolari teatini sono temporaneamente ospitati nell'attesa della costruzione della loro Casa e Tempio.
Nella cappella in cornu evangelii è documentato il dipinto raffigurante l'Andata al Calvario di Polidoro da Caravaggio, allievo e stretto collaboratore di Raffaello Sanzio, del 1534, oggi al Museo di Capodimonte di Napoli. Il capolavoro pittorico costituisce una versione «processionale» dell'opera del genio di Urbino, celebrata a Messina anche con un'opera in versi dal titolo "Il Spasimo di Maria Vergine" del sacerdote Nicola Giacomo di Alibrando. Entrambe le opere tendono ad esaltare i nascenti aspetti devozionali della Passione di Gesù nella città peloritana estendendone, attraverso le numerose copie pittoriche "personalizzate" della prima, la conoscenza e la divulgazione oltre i confini dei capoluoghi Messina e Palermo.
Sull'altare maggiore è altresì documentato il dipinto della Santissima Vergine Annunciata raffigurata con l'Angelo Annunciante e Sant'Eulalia dei Catalani, protettrice di Barcellona e della Catalogna. La zona absidale costituiva la cappella gentilizia patrocinata dalla famiglia dello storiografo messinese Giuseppe Buonfiglio. Nella cappella in cornu epistolae il dipinto Giudizio Universale di scuola michelangiolesca.

### Epoca tra il XVIII ed il XIX secolo
Dopo i danni provocati in città dal terremoto della Calabria meridionale del 1783 la chiesa diviene sede parrocchiale in sostituzione della chiesa di San Nicolò all'Arcivescovado gravemente compromessa.
Il capolavoro di Polidoro Caldara da Caravaggio raffigurante l'Andata al Calvario fu donato a Ferdinando III di Sicilia dall'Arciconfraternita dei Catalani dopo il terremoto e inserito nella quadreria regia della Galleria di Capodimonte di Napoli.
Particolari gli antichi stipiti del portale centrale decorati da antiche iscrizioni arabe realizzate a tarsia di marmo verde inneggianti al Gran Conte di Sicilia Ruggero I. A fine Ottocento furono cedute dal principe Papardo del Parco Governatore del sodalizio laicale al Museo Civico per passare dopo il terremoto del 1908 nelle collezioni del Museo Regionale di Messina.

### Epoca contemporanea
Fino al devastante terremoto del 1908 sull'altare maggiore era collocata la grande tavola commissionata nel 1505 al frate carmelitano Giovanni d'Anglia raffigurante l'Annunciazione della Vergine Maria raffigurata con ai piedi Santa Eulalia, patrona dei Catalani, con una veduta della città, oggi custodita nelle collezioni del Museo Regionale. Stessa destinazione per la tavola del 1514 di Girolamo Alibrandi raffigurante il Giudizio Universale e la tela dell'Immacolata del 1606 di Tomas Montella.
La tela dell'Immacolata è stata riconsegnata alla chiesa dei Catalani una decina di anni or sono. In quella occasione la stessa Arciconfraternita ha acquisito un antico Crocifisso del XVI secolo, proveniente dal monastero dell'Elenuccia, che è stato collocato nell'abside centrale.
Ancora oggi è sede della Nobile Arciconfraternita della Santissima Annunziata dei Catalani che vi svolge le proprie attività di culto e solennizza la festività della Annunciazione del Signore alla Vergine.
Una delle mete più importanti del turismo crocieristico in Città, è utilizzata spesso per la celebrazione di matrimoni.

## Architettura
In essa, egregia espressione dell'arte siculo-normanna con influenze bizantine, si fondono magnificamente gli stili bizantino, romanico, arabo e gotico, come appare dalla parte absidale, con transetto sormontato da una cupoletta cilindrica ad arcate cieche su colonnine e strette finestre, in un gioco cromatico di geometrie armoniche e vivaci.
La chiesa si presenta parzialmente interrata per via delle macerie causate dal sisma del 28 dicembre 1908 che vennero spianate innalzando così il piano stradale di circa tre metri.

## Cappella Reale
Cappella Palatina per volere di Re Federico III di Sicilia.

## Castello a Mare
- Palazzo Reale.[6]

## Oratorio
Oratorio e sede di una Confraternita dei Catalani o Confraternita d'iberici della Corona d'Aragona.
Oggi presso il luogo di culto è attestata la Nobile Arciconfraternita della Santissima Annunziata dei Catalani.

## Ospedale dei Trovatelli
Ospedale dei Trovatelli all'Annunziata di Castellammare. L'istituzione è documentata nel XV secolo.
L'ospedale sarà in seguito aggregato con altri nosocomi cittadini, la chiesa dei Catalani torna sotto la disposizione e giurisdizione reale.
Nel 1542 è aggregato all'Ospedale Grande sotto il titolo della «Madonna della Pietà».

## Galleria d'immagini

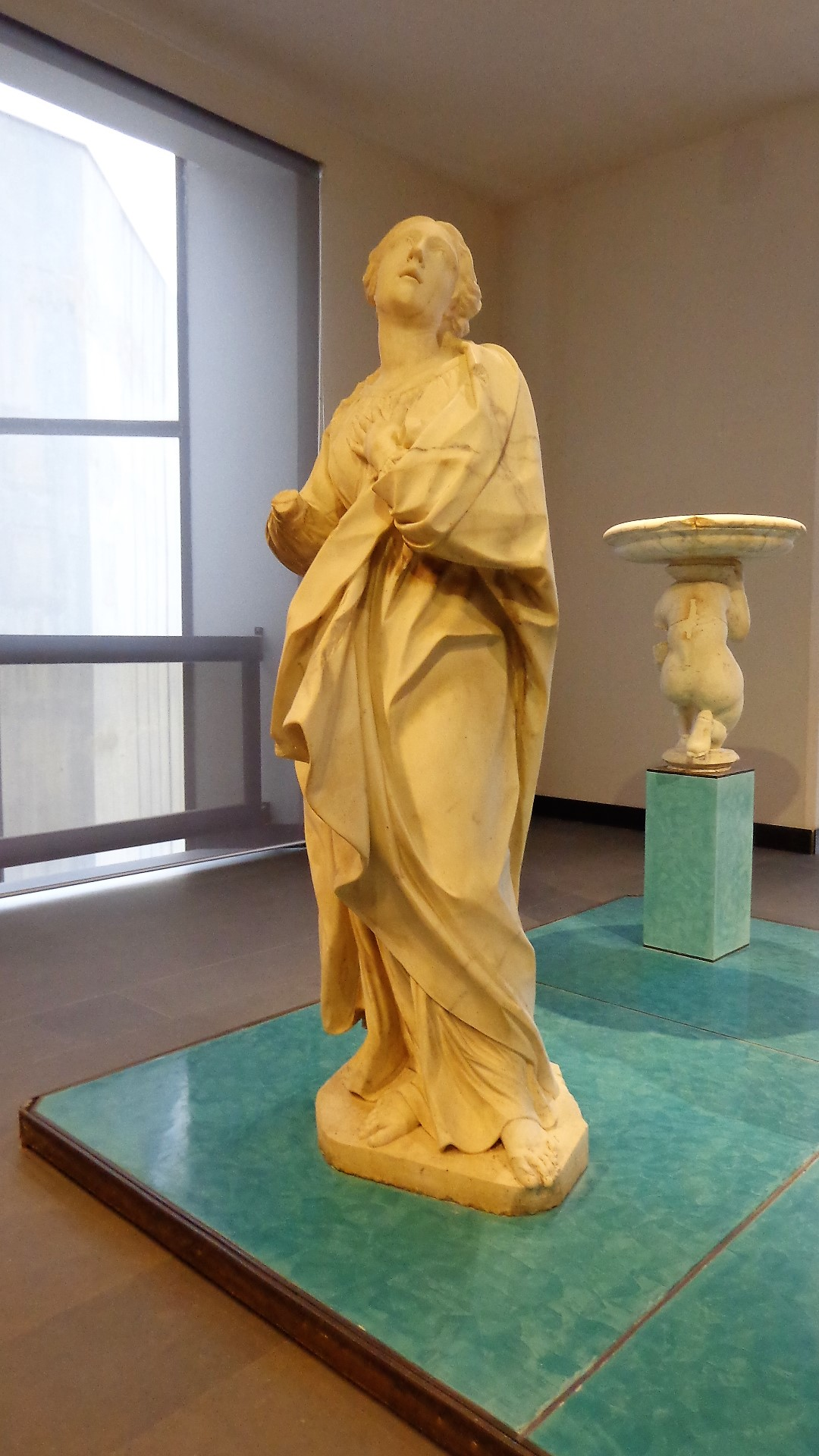
La Fede.
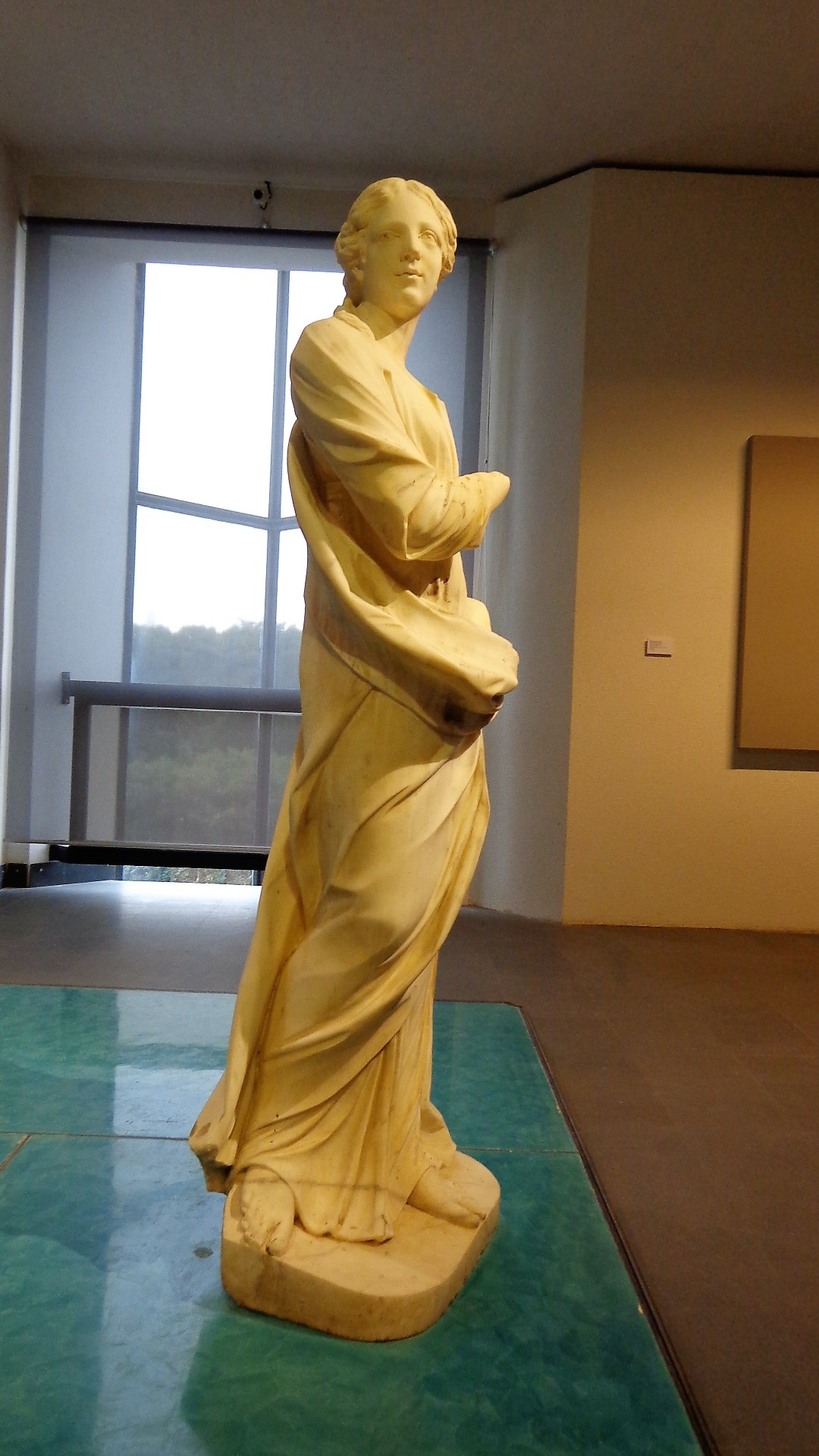
La Speranza.
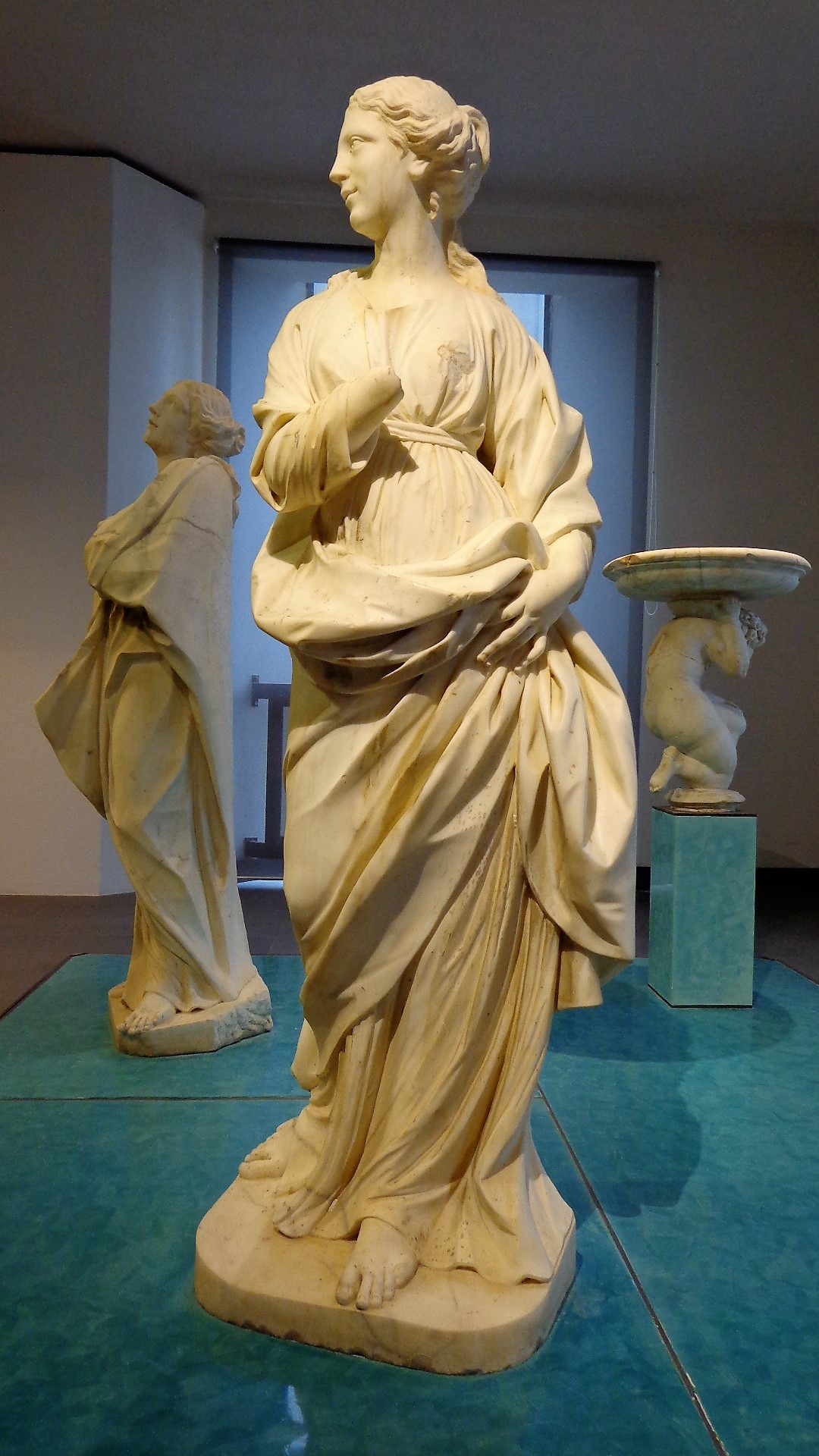
Speranza
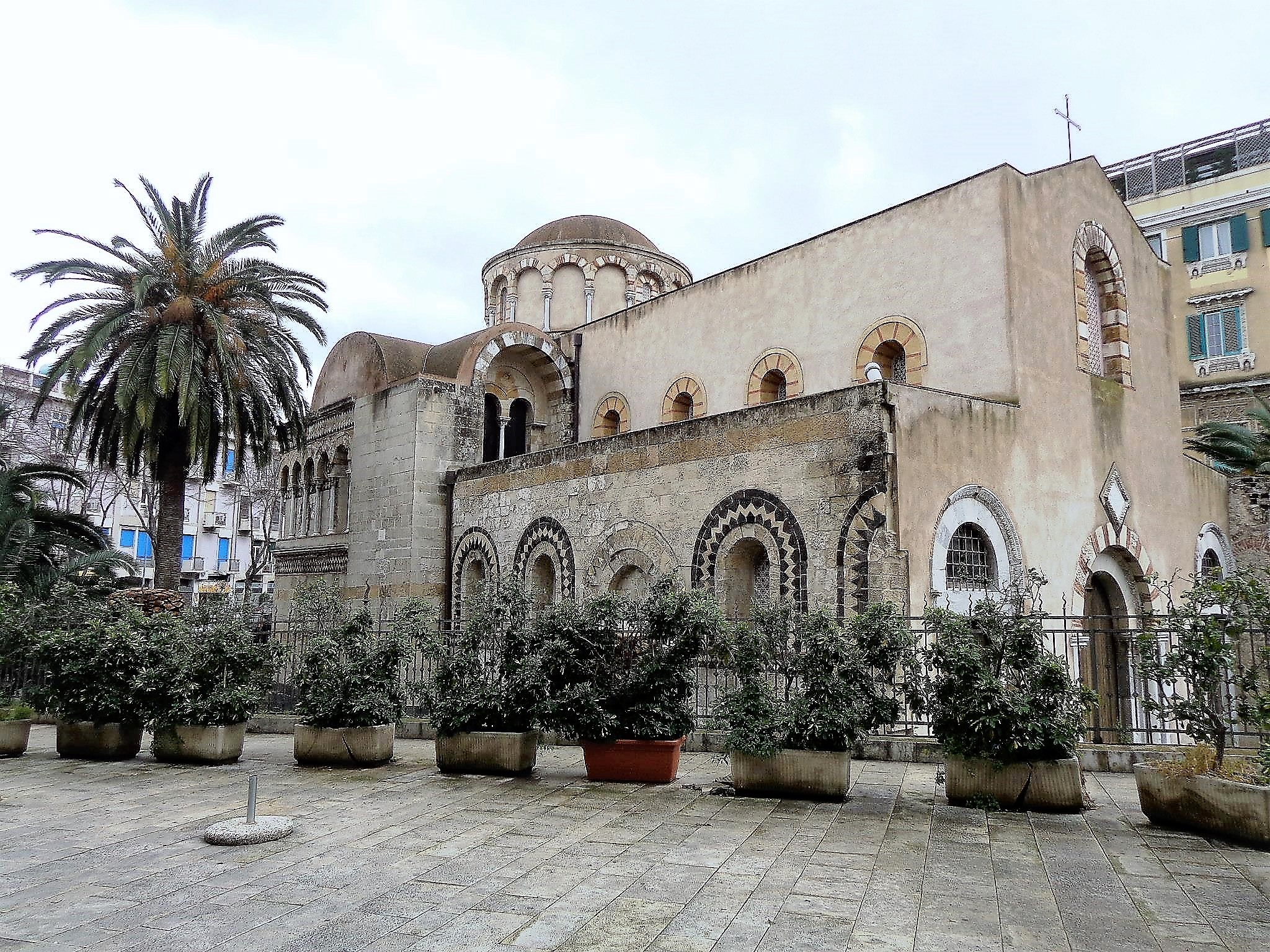
Una panoramica.
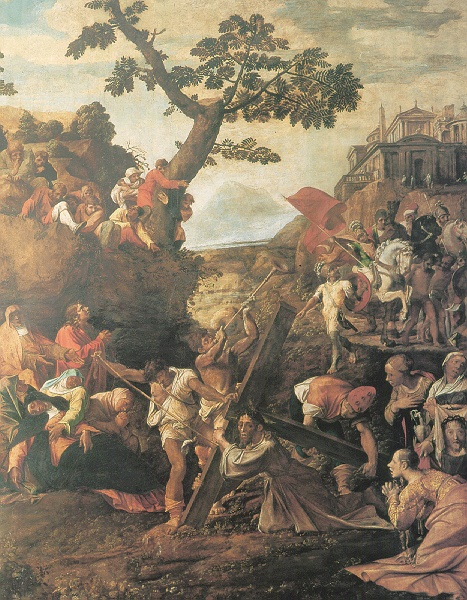
Andata al Calvario di Polidoro.
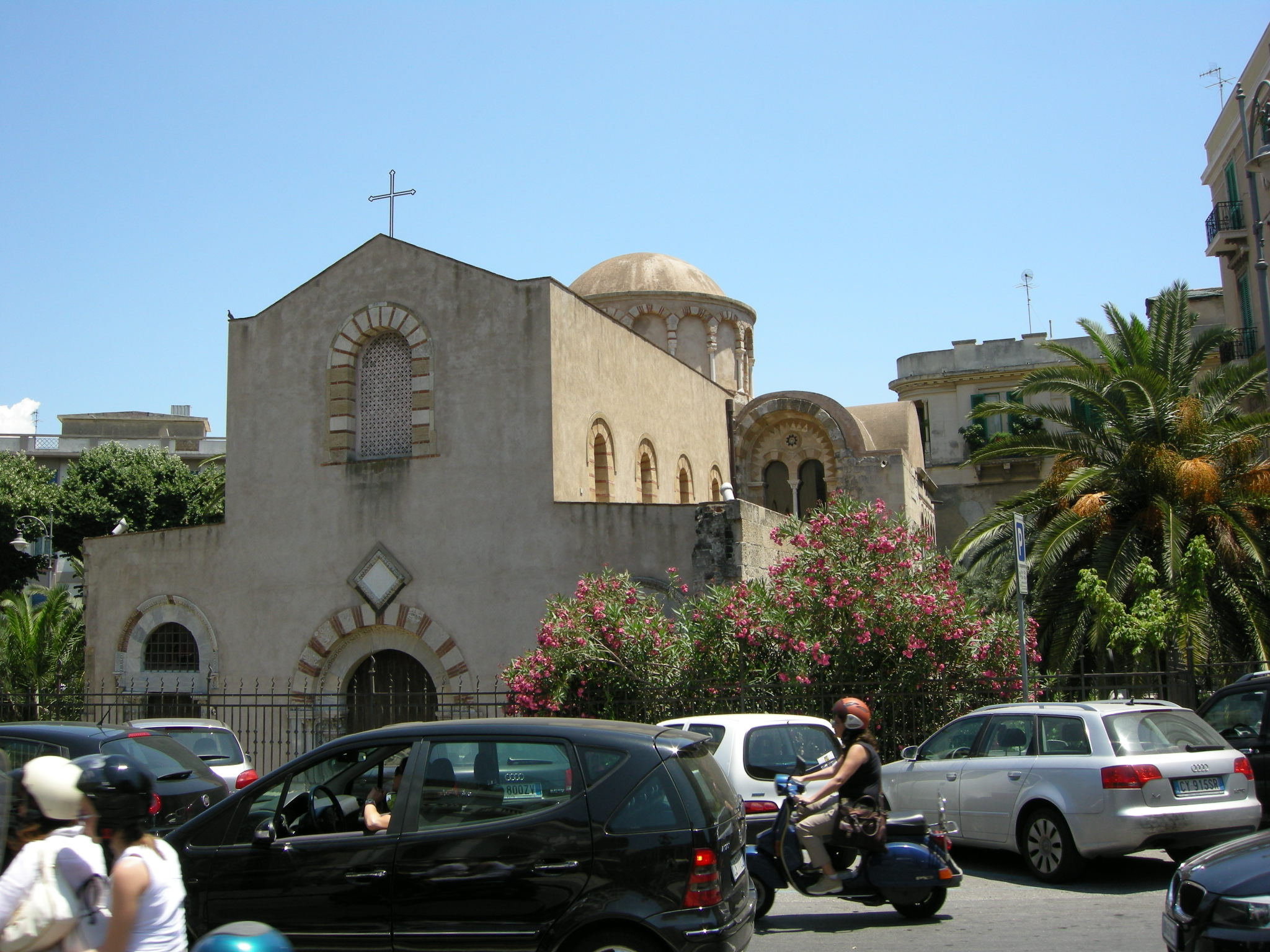
La facciata.
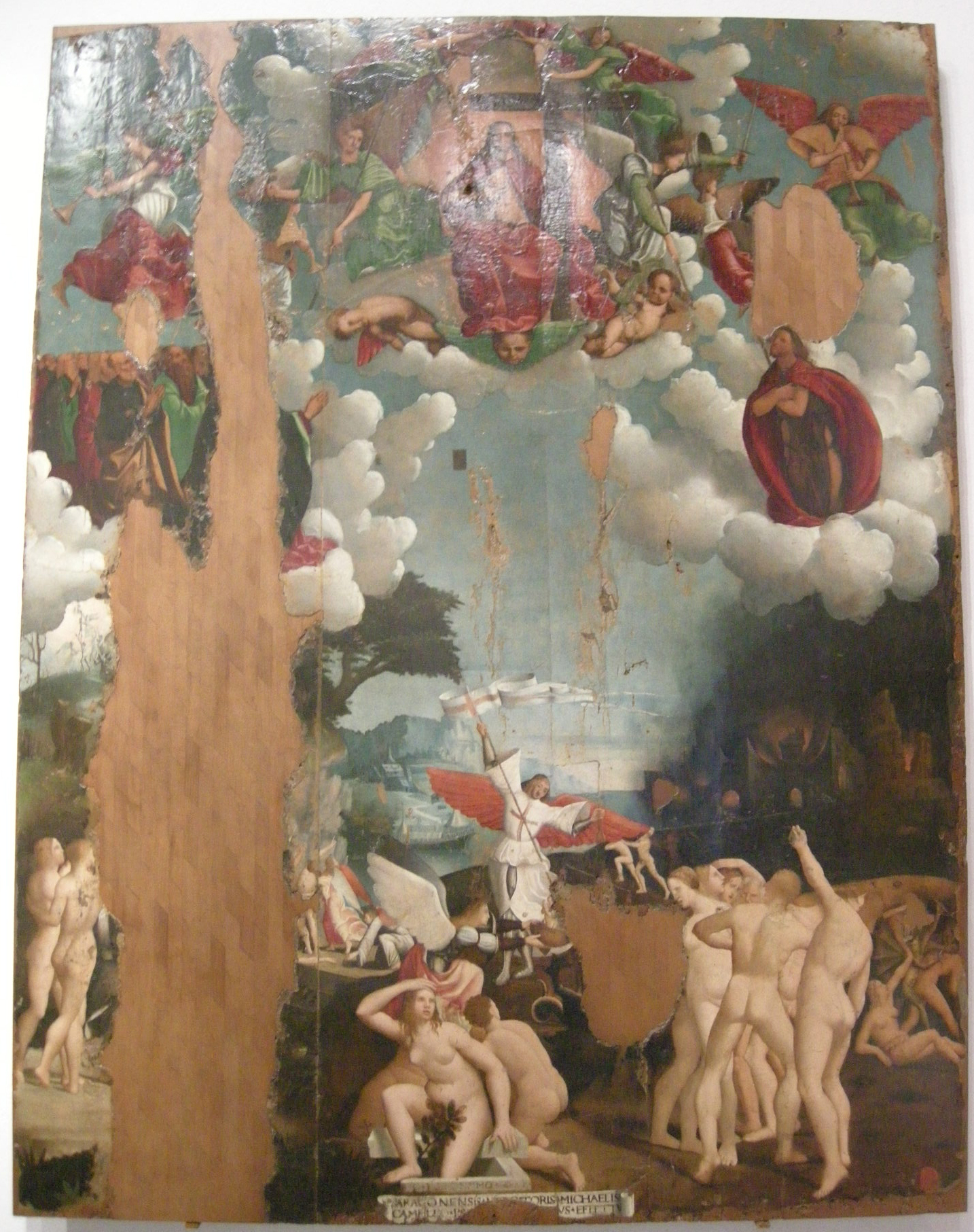
Giudizio Universale, Girolamo Alibrandi, Museo regionale di Messina.